# Caroline John
Pour les articles homonymes, voir John.
Caroline John, née le 19 septembre 1940 et décédée le 5 juin 2012 ,, est une actrice anglaise ayant tourné dans de nombreuses séries télévisées britanniques et principalement connue pour son rôle du Dr Liz Shaw dans la série anglaise Doctor Who.

## Carrière
Après des cours à la Central School of Speech and Drama de Londres, elle joue au théâtre avec la Royal Shakespeare Company et le Royal National Theatre dans Junon et le Paon mis en scène Laurence Olivier, Le Roi Lear, Rosencrantz et Guildenstern sont morts, Le Marchand de Venise ainsi que dans le rôle de Hero dans la mise en scène de Franco Zeffirelli de Beaucoup de bruit pour rien.

### Doctor Who
Vers le milieu de l'année 1969, la production de Doctor Who recherche une actrice pour accompagner le nouveau troisième Docteur joué par Jon Pertwee lors de la saison 7. Des photographies de Caroline John sont envoyées aux producteurs Peter Bryant et Derrick Sherwin par un autre producteur de la BBC, James Cellan Jones. Contrairement aux compagnons précédents, il fallait que ce nouveau personnage, intitulé le Docteur Liz Shaw, soit plus mature et incarne une scientifique capable de comprendre les jargons du Docteur. Le Docteur pouvait discuter avec elle sans la regarder de haut.
John ne reste que durant les 4 sérials de 25 épisodes de la saison 7, le producteur Barry Letts trouve que le personnage ne fonctionne pas et est trop intellectuel. Il décide de ne pas renouveler son contrat. De plus, celle-ci étant enceinte, le tournage d'une 8e saison aurait été difficile. Durant le dernier serial joué par elle, « Inferno » elle y joue le double de Liz, une militaire hargneuse dans un univers parallèle, un rôle dont elle dit qu'elle a pris plus de plaisir à jouer que son rôle habituel de Liz Shaw.
Elle reprend son rôle dans « The Five Doctors » l'épisode chargé de célébrer les 20 ans de la série ainsi que dans l'épisode spécial « Dimensions in Time » (1993). Dans les années 1990, son personnage revient dans des épisodes en "Direct-to-Video" d'une série appelée le P.R.O.B.E. Écrit par Mark Gatiss, il s'agit d'un spin-off non officiel de Doctor Who (dans lequel celui-ci n'apparaît pas.) Elle y reprend le rôle de Liz Shaw, enquêtant sur des phénomènes paranormaux et fumant la pipe.
Toujours investie dans la série, elle accepte de jouer dans des pièces radiophoniques dérivées de la série, de faire des commentaires DVD et de faire la voix off de CD reprenant la bande son des épisodes.

### Autres rôles
Elle joue le rôle de Laura Lyon dans une adaptation de la BBC du Chien des Baskervilles avec l'acteur de Doctor Who Tom Baker. L'épisode était d'ailleurs produit par Barry Letts. Elle joue aussi avec son mari le rôle de Mr & Mrs Tolliver dans un épisode d'Hercule Poirot intitulé Problem at Sea. Elle tient un petit rôle dans le film Love Actually.
Mariée avec l'acteur Geoffrey Beevers elle reste avec lui jusqu'à sa mort et a trois enfants avec lui. Elle meurt d'un cancer le 5 juin 2012.